# Coki Ramírez

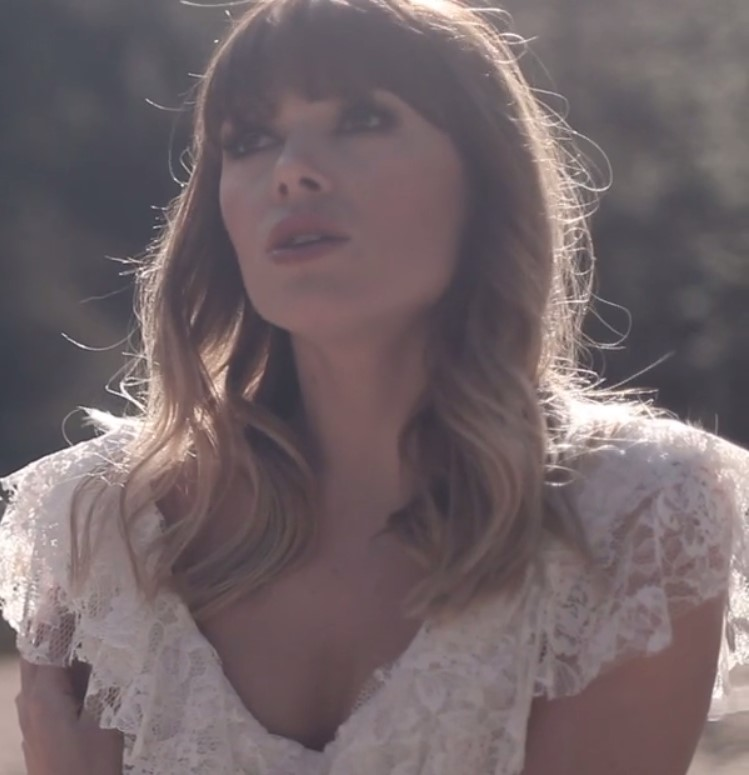
Coki Ramírez (2013)

Patricia Ramirez Silvana Ter Hart, besser bekannt als Coki Ramírez (* 6. Februar 1980 in Córdoba) ist eine argentinische Sängerin, Model, Schauspielerin, Tänzerin und TV-Moderatorin.

## Leben
Ramírez begann die Zusammenarbeit mit dem chilenischen Sänger Alberto Plaza, den sie durch ganz Amerika als Sängerin begleitete.
Im Jahr 2007 veröffentlichte Coki Ramírez ihre erste CD namens Presente.
Am 3. August 2010 trat sie in der argentinischen TV-Show Showmatch auf, die von Marcelo Tinelli moderiert wird.
Sie arbeitete mit verschiedenen Künstlern wie Ricardo Montaner, Julio Iglesias, Valeria Lynch, Fito Páez, Luis Alberto Spinetta und anderen.
Im Jahr 2012 veröffentlichte Coki Ramírez ihre zweite CD mit dem Titel Se Puede.

## Diskografie
- 2007: Presente
- 2012: Se Puede

## Filmographie

### Fernsehen
| Jahr | Titel                      | Kanal                             | Rolle                                                 |
| ---- | -------------------------- | --------------------------------- | ----------------------------------------------------- |
| 2010 | Bailando 2010              | Canal 13 (Argentinien), Argentina | Eingeladene – Ersatz von Sabrina Rojas und Lola Ponce |
| 2010 | Demoliendo teles           | Canal 13 (Argentinien), Argentina | Eingeladen – Sänger                                   |
| 2011 | Bailando 2011              | Canal 13 (Argentinien), Argentina | Teilnehmer – First Halbfinalist                       |
| 2011 | Quiero música en mi idioma |                                   | Eingeladen – TV-Moderatorin                           |
| 2011 | El desfile del Show        | Canal 13 (Argentinien), Argentina | Eingeladen – Model                                    |
| 2011 | Cantando 2011              | Canal 13 (Argentinien), Argentina | Teilnehmer – Eingeladene                              |
| 2011 | Sábado Show                | Canal 13 (Argentinien), Argentina | Eingeladen – Sänger                                   |
| 2012 | Soñando por Cantar         | Canal 13 (Argentinien), Argentina | Sänger – Eingeladen                                   |
| 2012 | Quiero música en mi idioma |                                   | Eingeladen – TV-Moderatorin                           |
| 2012 | Sabado Show                | Canal 13 (Argentinien), Argentina | Eingeladen – Sänger                                   |
| 2012 | Concubinos (Kapitel #3)    | Canal 13 (Argentinien), Argentina | Schauspielerin („Coka“)                               |
| 2012 | Gracias por venir          | Telefe, Argentina                 | Eingeladen – Sänger                                   |
| 2012 | AM, Antes del Mediodía     | Telefe, Argentina                 | Eingeladene – Diskussionsteilnehmer                   |
| 2012 | La pelu                    | Telefé, Argentina                 | Eingeladen – Sänger                                   |
| 2012 | Antes de que sea Tarde     | América TV, Argentina             | Eingeladen – Sänger                                   |
| 2012 | Prende y apaga             | TN                                | Eingeladen – Sänger                                   |
| 2012 | Recital en Vivo            | Magazine                          | Sänger                                                |
| 2012 | Dulce Amor                 | Telefé, Argentina                 | Schauspielerin („Cati“)                               |
| 2013 | Los Grimaldi               | Canal 9 (Argentinien), Argentina  | Schauspielerin – Sänger                               |
| 2013 | Soñando por Cantar         | Canal 13 (Argentinien), Argentina | Sänger – Eingeladen                                   |